# Vakiv
Vakiv (macedónul: Вак'в) település Észak-Macedóniában, az Északkeleti körzetben, Kumanovo községben.

## Népesség
| Lakosok száma | 219  | 239  | 259  | 234  | 164  | 131  | 122  | 108  | 61   |
|               | 1948 | 1953 | 1961 | 1971 | 1981 | 1991 | 1994 | 2002 | 2021 |

- 2002-ben 108 lakosa volt, akik mindannyian macedónok.